# Ectopodesmus remingtoni
Ectopodesmus remingtoni är en mångfotingart som beskrevs av Hoffman 1962. Ectopodesmus remingtoni ingår i släktet Ectopodesmus och familjen Nearctodesmidae. Inga underarter finns listade i Catalogue of Life.